# Dreiherrenstein an der Hohen Heide
Der Dreiherrenstein an der Hohen Heide ist ein Grenzstein in 832 m Höhe am Berg Hohe Heide. Er steht am Grenzpunkt der Gemarkungen von Masserberg, Fehrenbach und Goldisthal in Thüringen.

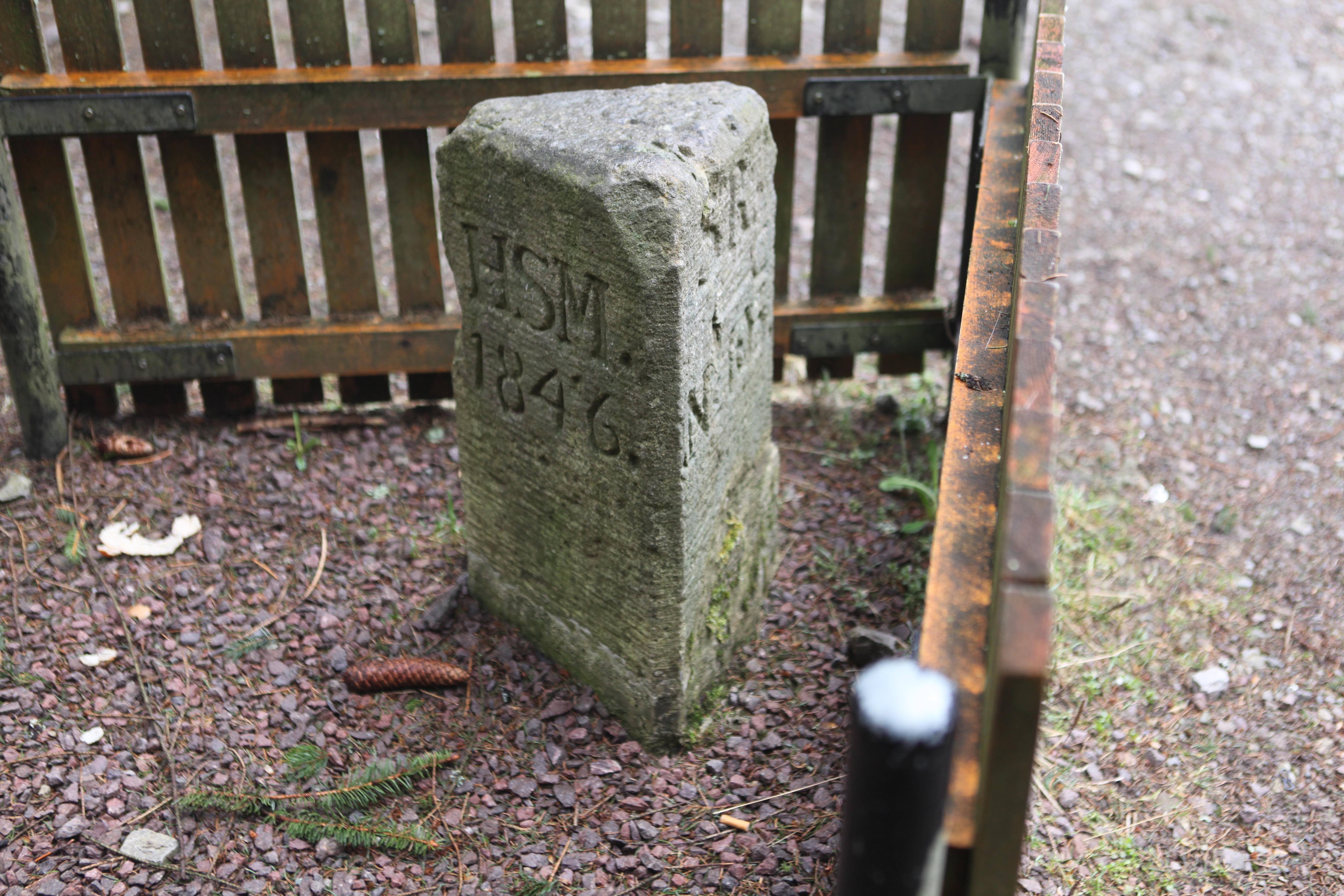
Dreiherrenstein

Seit dem 15. Jahrhundert begann man auch im Rennsteiggebiet die hier zahlreich vorhandenen Grenzen, welche bisher bereits durch Geländemerkmale, Bäche, Gräben und Kennzeichnungen an Bäumen und Felsen kenntlich gemacht waren, noch deutlicher durch das Setzen von speziellen Grenzsteinen zu markieren. Im Laufe der Jahrhunderte summierte sich die Anzahl der am Rennsteig gesetzten Steine auf zuletzt 1007 Objekte.
Der Dreiherrenstein an der Hohen Heide wurde im Jahr 1846 gesetzt und bezeichnete die Grenze zwischen dem Herzogtum Sachsen-Meiningen, dem Fürstentum Schwarzburg-Rudolstadt sowie dem Fürstentum Schwarzburg-Sondershausen. In der Nähe des Dreiherrensteines befindet sich die Werraquelle von Fehrenbach.
Der Dreiherrenstein an der Hohen Heide ist als historischer Grenzstein und Bestandteil des Kulturdenkmals Rennsteig geschützt.